# 岩橋善兵衛
岩橋 善兵衛（いわはし ぜんべえ、宝暦6年（1756年） - 文化8年5月25日（1811年7月15日））は江戸時代の望遠鏡製作者である。

## 生涯
現在の大阪府貝塚市脇浜新町の商人（魚屋）の家に生まれた。眼鏡の玉磨きを家業として独立し、自然科学に興味を持ち易学者・皆川淇園などと交流した。渡来品の研究を行い寛政2年（1790年）頃、望遠鏡を作り評判を得た。その後も望遠鏡を製作し、多くの天文学者、大名に用いられた。岩橋家はその後4代にわたり望遠鏡を製作した。

## 業績
自らレンズを磨いて製作した望遠鏡は当時の日本の天文学者・高橋至時や間重富に用いられたほか、大名たちにも用いられた。ほかに、太陽、月、星の運行を観測し、干満を計算する「平天儀」を製作し、『平天儀圖解』を著した。
貝塚市には貝塚市立善兵衛ランドが設立されている。

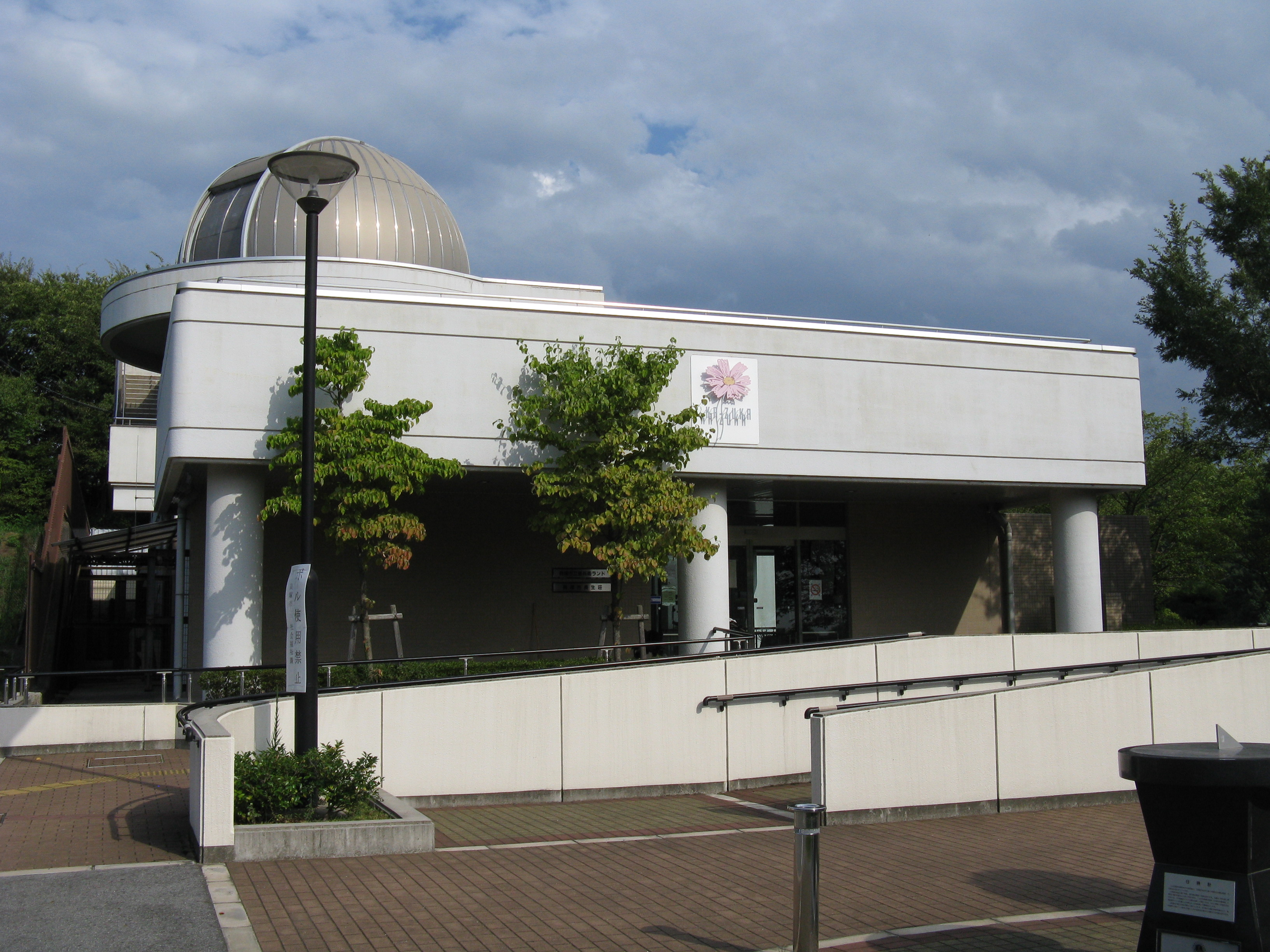
貝塚市立善兵衛ランド

## 望遠鏡
これまで岩橋善兵衛一門の望遠鏡は18例現存しており、18例目として2017年（平成29年）2月に、富山県射水市の射水市新湊博物館で発見された長さ2m95cm（縮めた状態で84cm）、1808年（文化5年）作の望遠鏡が国内最長である。
これは新湊地区放生津の元木材商の子孫が、2016年（平成28年）5月に同博物館に寄贈したもので、木製の接眼部と、紙と木を張り合わせた5つの筒6点で構成された望遠鏡外部の彫り込みには、一門の特長である金泥を用いた精緻（せいち）な車形模様が、望遠鏡内部には岩橋の銘と文化5年の墨書きがある。また内部のレンズは4枚で、これまで発見されているものと違い、光の乱反射を防ぐ目的と思われる筒内部が黒く塗られている。しかし、レンズ等が損傷しており使用できない状態である。なお2番目に長いものは2m34cmで、伊能忠敬が使用していたものである。